# Born of Osiris
Born Of Osiris es una banda estadounidense de deathcore y metal progresivo formada en 2003. La banda ha cambiado varias veces de nombre, entre ellos Diminished (2003–2004), Your Heart Engraved (2004–2006), y Rosecrance (2006–2007), en 2007, finalmente se deciden por el nombre Born of Osiris, basado en el nombre de la deidad egipcia Osiris, y la historia de Horus.

## Historia
En 2007, la banda firma con Sumerian Records, y pública su primer material titulado The New Reign. El 7 de julio de 2009, la banda lanza su primer álbum A Higher Place a través de Sumerian Records. A Higher Place alcanzó el número 73 en el Billboard Top 200. Han tocado en varios festivales, incluyendo el Summer Slaughter Tour en el 2008 y 2009, y el The Night of the Living Shred Tour con bandas de como All Shall Perish, After The Burial, Hatebreed, Cannibal Corpse, Unearth y Hate Eternal.
En el año 2011 editan su segundo álbum, también a través de Sumerian Records, titulado The Discovery. El 21 de diciembre de 2011, la banda decide expulsar al guitarrista Jason Richardson por problemas personales e inmediatamente se une a la banda de deathcore Chelsea Grin.
El 25 de junio de 2013, la banda lanza el sencillo Machine a través del canal de YouTube de su discográfica Sumerian Records y revelan el título de su tercer álbum Tomorrow We Die Alive, el álbum finalmente fue lanzado el 20 de agosto de 2013. El 19 de agosto de 2013, lanzan el vídeo musical de la canción Machine, el vídeo fue grabado el 28 de julio en el festival Rockstar Energy Mayhem en Detroit. El 21 de octubre de 2013, lazan el vídeo musical de la canción Divergency.

El 15 de noviembre de 2018, la banda publica un comunicado en su página oficial de Facebook donde anuncia la salida de su bajista David Darocha, el cual estuvo en la banda por 11 años, y la llegada de Nick Rossi (In Motive, ex-City In The Sea) como nuevo bajista.
Queremos declarar oficialmente que nuestro hermano, David, ha decidido tomarse un tiempo fuera de la banda para seguir otros proyectos. Todos somos familia y le deseamos lo mejor. Estamos en buenos términos y lo extrañaremos en el camino. Sin embargo, el show debe continuar, y dicho eso, estamos emocionados de decir que Nick Rossi es ahora parte de Born Of Osiris. ¡Él es una persona increíble y un músico muy talentoso! Los veremos a todos en el camino para nuestras fechas con Killswitch Engage y más.
El 18 de marzo de 2021, la banda lanzó un nuevo sencillo titulado "White Nile", acompañado de un video musical. El 13 de mayo de 2021, la banda lanzó un nuevo sencillo y video musical titulado "Angel or Alien" y anunció el lanzamiento de un nuevo álbum con el mismo nombre para el 2 de julio de 2021.
El 1 de marzo de 2024, el veterano teclista y vocalista Joe Buras anunció su salida de la banda, alegando crecimiento personal y aspiraciones como motivos. El 24 de abril de 2024, la banda lanzó otro sencillo, "Elevate".
El 28 de mayo de 2025, Born of Osiris anunció la salida de Lee McKinney, dejando a Ronnie Canizaro y Cameron Losch como únicos miembros de la formación clásica. McKinney quería centrarse en su nueva banda con Tilian Pearson, Dead Air Divine.
La banda lanzó su séptimo álbum de estudio Through Shadows, el 11 de julio de 2025. El álbum incluye todos los sencillos publicados anteriormente desde "Torchbearer" de 2023.

## Integrantes

### Miembros actuales
- Cameron Losch - batería (2003-presente)
- Ronnie Canizaro - voz principal (2003-presente)
- Nick Rossi - bajo (2018-presente); guitarra rítmica (2021-presente); teclados, sintetizadores (2024-presente), guitarra líder (2025-presente)

### Miembros anteriores
- Trevor Hulbert - voz (2003)
- Mike Mancebo - teclados, sintetizadores (2003)
- Austin Krause - bajo (2003-2005)
- Mike Shanahan - guitarra líder (2003-2007); guitarra rítmica (2003-2004)
- Joe Phillips - guitarra rítmica (2003-2004)
- Joe Buras - teclados, sintetizadores, segunda voz (2003-2024)
- Joel Negus - guitarra líder (2004-2007)
- Dan Laabs - bajo (2005-2007)
- Matt Pantelis - guitarra líder (2007-2008)
- David Darocha - bajo (2007-2018)
- Jason Richardson - guitarra líder (2009-2011)
- Lee McKinney - guitarra líder (2008-2009, 2011-2025); guitarra rítmica (2007-2021); segunda voz (2024-2025)

### Miembros de gira
- Tosin Abasi (Animals as Leaders) - guitarra (2009)
- Lee Evans - guitarra (2008–2009, 2012–2013)

## Discografía

### Álbumes de estudio
- A Higher Place (7 de julio de 2010)
- The Discovery (22 de marzo de 2011)
- Tomorrow We Die Alive (20 de agosto de 2013)
- Soul Sphere (23 de agosto de 2015)
- The Simulation (11 de enero de 2019)
- Angel or Alien (2 de julio de 2021)
- Through Shadows (11 de julio de 2025)

### EP
- Rosecrance (2006) (lanzado bajo el nombre de Rosecrance)
- The New Reign (2 de octubre de 2007)
- The Eternal Reign (22 de febrero de 2017)

### Demos
- Your Heart Engraved These Messages (2003) (lanzado bajo el nombre de Diminished)
- Youm Wara Youm (2004) (lanzado bajo el nombre de Your Heart Engraved)
- Rosecrance (2006) (canción demo lanzado bajo el nombre de Rosecrance)
- Narnia (2007)

## Videografía
| Título                 | Año  | Director         | Álbum                 |
| ---------------------- | ---- | ---------------- | --------------------- |
| Open Arms To Damnation | 2008 | Ori Kairy        | The New Reign         |
| Now Arise              | 2010 | David Brodsk     | A Higher Place        |
| Recreate               | 2011 | Andrew Pulaski   | The Discovery         |
| Follow The Signs       | 2012 | Andrew Pulaski   | The Discovery         |
| Machine                | 2013 |                  | Tomorrow We Die Alive |
| Divergency             | 2013 | Frankie Nasso    | Tomorrow We Die Alive |
| Illuminate             | 2015 | Ramon Boutviseth | Soul Sphere           |
| The Other Half Of Me   | 2016 | Ramon Boutviseth | Soul Sphere           |
| Empires Erased         | 2017 | Sam Leabo        | The Eternal Reign     |
| The Accursed           | 2018 | Steven Contreras | The Simulation        |
| Cycles Of Tragedy      | 2019 | Steven Contreras | The Simulation        |